# Merville-Franceville-Plage
Merville-Franceville-Plage é uma comuna francesa na região administrativa da Normandia, no departamento Calvados. Estende-se por uma área de 10,45 km². Em 2010 a comuna tinha 2 212 habitantes (densidade: 211,7 hab./km²).